# テロケファルス亜目
テロケファルス亜目（Therocephaliaまたは、テロケファルス類・Therocephalians）もしくは獣頭類は、四肢動物 - 単弓綱 - 獣弓目の絶滅分類群の一つ。古生代ペルム紀後期に繁栄し、大型の捕食者を輩出した。また、中生代三畳紀まで生き延びた系統のなかには、高度に草食に適化したものも存在した。命名の成り立ちは「獣（Thero-）の頭（cephalians）」。

## 進化史
テロケファルス亜目は獣弓目の大グループの一つ、獣歯類の中でもキノドン亜目とならんで後期に派生したグループであり、併せて「Eutheriodontia（=ユーテリオドンティア、真正獣歯類）」を構成する。また、かつて「ガンマテラプシダ上目」という分類群も提案されたこともある。キノドン類はテロケファルス類のワイツシア科を祖とするという説と、テロケファルス類の直近の共通祖先から分岐したという説があるが、どちらにせよこの両者はきわめて近縁であるといえる。彼らの祖は、獣歯類の初期グループであるゴルゴノプス亜目に近いグループから派生したとされる。初期テロケファルスの化石が南アフリカのペルム紀中期の地層で大量に発見され、このグループがゴンドワナ大陸を起源とすることをうかがわせる。そして、彼らはいち早くパンゲア大陸各地に拡散していったと推定される。
ペルム紀後期の代表的な捕食者として挙げられるのはゴルゴノプス類であるが、リコスクスなどリコスクス科のメンバーやゴリニクス(Gorynychus)もまた、ペルム紀中期から後期の一時期まで生態系の上位に君臨しており、それはゴルゴノプス類の大型種に匹敵する体躯すら備えていた。彼らの特徴は、上顎に二本並んだ犬歯を持つものが多いことである。しかしゴルゴノプス類が隆盛を誇るようになると頂点の座を追われることとなり、小型種のニッチへ入り込むこととなった。
ペルム紀後期も終盤に入るとゴルゴノプス類が衰退の兆しを見せ、かわってテリオグナトゥスなどユーテロケファルス下目のワイツシア科が大型化した。全長3mと目されるメガワイツシアも一例である。その地位を埋めた。かれらは不完全ながらも骨性二次口蓋を獲得し、特殊化した歯式を持っていた。近縁なゴルゴノプス類やキノドン類がそうであったように、テロケファルス類も活動的な肉食動物だったと考えられており、ペルム紀末期のロシア中部で発掘されたテロケファルス類のものと思わしき糞化石には、餌食となった生物の残骸が含まれていた。これらの糞化石には現生の食肉目が残す糞と見た目や内容物の様子が類似していた。また、とりわけユニークなものとしては、ユーシャンベルジアが挙げられる。この生物は犬歯を毒牙へと進化させていた。ただし毒の有無については異論もあるため確実とは言えない。
P-T境界の大量絶滅において、テロケファルス類は大きなダメージを受けつつも生き延びている。この生き延びたグループから派生したのが、バウリア上科である。このグループはテロケファルスとは別の亜目（あるいは下目）と分類されることもある程従来のテロケファルス類とは異なる特徴を持つ。骨性二次口蓋は完成し、頭頂孔は失われている。ある意味哺乳類の祖である同時代のキノドン類以上に哺乳類的であったといえよう。かれらは初期グループこそ昆虫食であったが、次第に植物食へと適応していく。三畳紀初頭においてはディキノドン類、リンコサウルス類と並んで代表的な陸生植物食動物となったが、三畳紀後期初頭に姿を消している。

## 形態
テロケファルス類はキノドン類程ではないにしろ、きわめて哺乳類的な特徴を持っていた。バウリア上科において骨性二次口蓋が完成し、頭頂孔は消失している。また側頭窓は拡大して上向きとなり、下顎の歯骨が拡大して筋突起が発達している。ただし、四肢の骨格はワニに似ており、爬行あるいは中腰での歩行を行っていたと推定される。

## 分布
当時、すべての大陸は一つのパンゲア大陸としてまとまっており、テロケファルス類はじめとする陸生動物は大きな障害なくパンゲア各地に進出できていた。テロケファルス類の化石は特に南アフリカのカルー盆地で大量に出土しているが、ロシア、中国および南極大陸でも発見されている。

## 系統
- 獣弓目 Therapsida
  - 獣歯類 Theriodontia
    - †ゴルゴノプス亜目 Gorgonopsia
    - 真正獣歯類 Eutheriodontia
      - †テロケファルス亜目 Therocephalia
      - キノドン亜目 Cynodontia
        - 哺乳形類 Mammaliaformes
          - 哺乳類 Mammalia

### 下位分類
- †リコスクス科 Lycosuchidae : リコスクス
- †スキラコサウルス類 Scylacosauria
  - スキラコサウルス科 Scylacosauridae : スキラコサウルス
  - ユーテロケファルス下目 Eutherocephalia
    - Akidnognathidae = アンナテラプシドゥス科 Annatherapsididae / ユーシャンベルジア科 Euchambersiidae / モスコリヌス科 Moschorhinidae : ユーシャンベルジア , モスコリヌス
    - Hofmeyriidae
    - ワイツシア科 Whaitsiidae
    - バウリア上科 Baurioidea
      - イクチドスクス科 Ictidosuchidae : イクチドスクス
      - イクチドスコプス科 Ictidosuchopsidae : イクチドスコプス
      - レジサウルス科 Regisauridae : レジサウルス
      - Lycideopsidae
      - エリキオラケルタ科 Ericiolacertidae : エリキオラケルタ
      - バウリア科 Bauriidae
        - ノトゴムフォドン科 Nothogomphodontinae
        - バウリア亜科 Bauriinae : バウリア

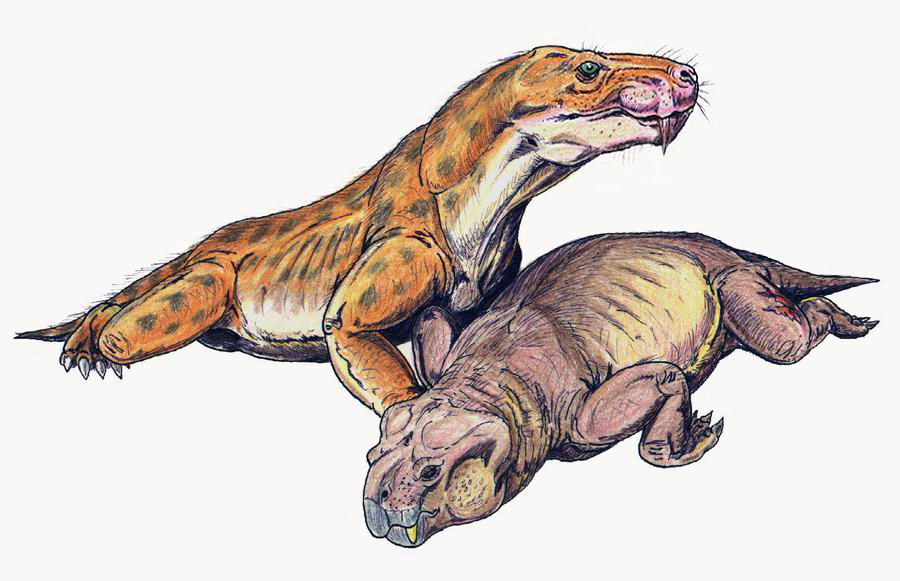
ユーシャンベルジア Euchambersia
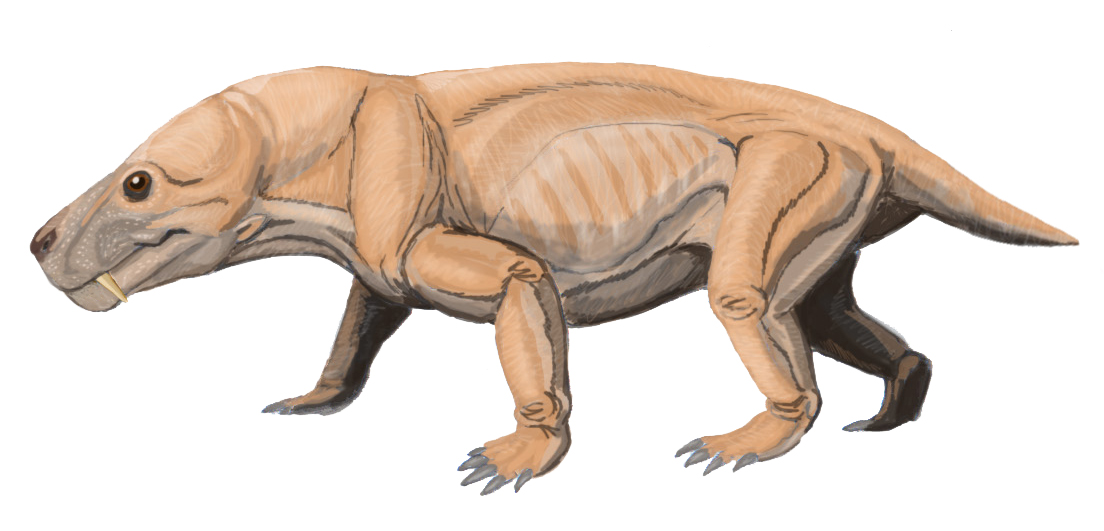
モスコリヌス Moschorhinus